# Killadelphia
Killadelphia — концертный альбом американской грув-метал группы Lamb of God, выпущенный на Epic 13 декабря 2005 года в формате DVD. Концертное видео было отснято на двух выступлениях группы в Театре Трокадеро (Trocadero Theatre) в Филадельфии 16 и 17 октября 2004 года.
В концертный альбом вошли треки с первых трёх студийных альбомов Lamb of God, а также одна песня времён Burn the Priest
В 2005 году в интервью Digital Noise Рэнди Блай рассказал о создании DVD:

Мы отыграли два концерта в Трокадеро в Филадельфии. Нам хотелось сделать всё это именно в Филадельфии, потому что там нам с самого начала оказывалась большая поддержка. Это своего рода способ отблагодарить их за их любовь. Шоу получились отличными, зрители в Филадельфии потрясающие. Мы записали те два концерта и взяли лучшие фрагменты с каждого выступления, из которых и составили наш сет. Остальную работу выполнил парень с High Roller Studios по имени Дуг, вместе с которым мы некоторое время работали. В течение месяца он ездил с нами по Великобритании и США и снимал всё, что происходит, когда группа отправляется в турне. Это своего рода честный взгляд на то, что значит быть в группе — по крайней мере, в нашей группе. Хороший, плохой и злой. Я думаю, это заинтересует фанатов, потому что это довольно честный взгляд на нашу жизнь.
Оригинальный текст (англ.) Basically, we did two shows in Philly at The Troc. We wanted to do it in Philly because Philly has supported us from the beginning, so it's kind of our way of showing our love back. The shows were great and the kids in Philly are nuts, so we wanted to get a good solid set out of it. So, we took the two shows and we picked the best takes of the songs from either night and put together our set. The other part of it is, this guy Doug from High Roller Studios, who we've worked with for a while traveled with us for a month in the U.S. and U.K. and filmed all the ins and outs of what happens when you hit the road. It's kind of an honest look at what it's like to be in a band, at least our band. The good, the bad and the ugly. I think it will be appealing to fans because it's a pretty honest glimpse into our life, I suppose.

## Список треков
Слова и музыка всех песен — Lamb of God.
| №                   | Название                                        | Длительность |
| ------------------- | ----------------------------------------------- | ------------ |
| 1.                  | «Intro»                                         | 2:03         |
| 2.                  | «Laid to Rest»                                  | 3:50         |
| 3.                  | «Hourglass»                                     | 3:48         |
| 4.                  | «As the Palaces Burn»                           | 3:28         |
| 5.                  | «Now You've Got Something to Die For»           | 3:39         |
| 6.                  | «11th Hour»                                     | 3:46         |
| 7.                  | «Terror & Hubris in the House of Frank Pollard» | 6:33         |
| 8.                  | «Ruin»                                          | 3:57         |
| 9.                  | «Omerta»                                        | 4:48         |
| 10.                 | «Pariah»                                        | 5:14         |
| 11.                 | «The Faded Line»                                | 4:41         |
| 12.                 | «Bloodletting»                                  | 2:17         |
| 13.                 | «The Subtle Arts of Murder & Persuasion»        | 4:39         |
| 14.                 | «Vigil»                                         | 5:01         |
| 15.                 | «What I've Become»                              | 4:23         |
| 16.                 | «Black Label»                                   | 4:57         |
| Общая длительность: | Общая длительность:                             | 67:02        |